# ロリショタ
ロリショタとは、ロリとショタを併せた曖昧な意味を持つ造語、同人用語。主に、以下の3つの意味で用いられる。
- 美少年が美少女のような風貌を持つ（もしくは美青年）のこと。「ロリキャラのようなショタキャラ」の意味。
- ロリコンでありショタコンの趣旨。ようするに少女も少年も好きであること。ただし、ショタ（対象人物）とショタコン（対象を嗜好する人物）は別物であるように注意が必要な用法だと思われる。
- 少女と少年が双方主要人物として登場する創作物における少年少女のこと。過去に「ロリ×ショタ」と表記されていたものが略された形。×（掛け算の計算記号）は使われない傾向にある（2022年4月現在）

明確な定義は無く、漠然と成り立っている言葉である。基本的には、まるで少女（美少女、ロリ）のような風貌を持つ（女装が似合う）少年（美少年、美青年、ショタ）のことを「ロリショタ」と呼ぶ。この用語が実在の少年に対して用いられることは少なく、専ら漫画やアニメ、ゲームなどのいわゆる「2次元」のキャラクターに対して用いられている。男の娘はロリショタと一部が重なるもののニュアンスは異なる概念である。